# I Modi

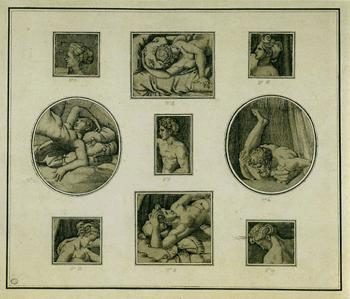
Fragmenten van Raimondi’s editie I Modi, die de jacht hierop hebben overleefd.

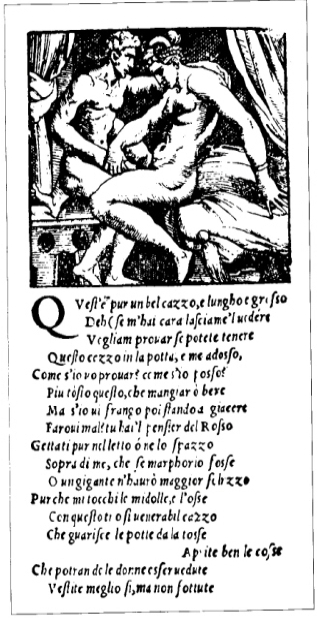
Houtsnede met sonnet (1550).

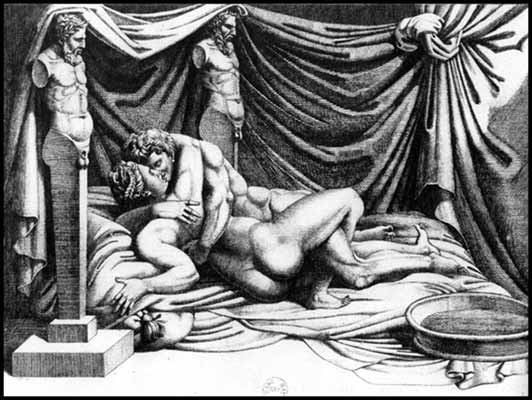
Een gravure van Raimondi’s I Modi uit 1524.

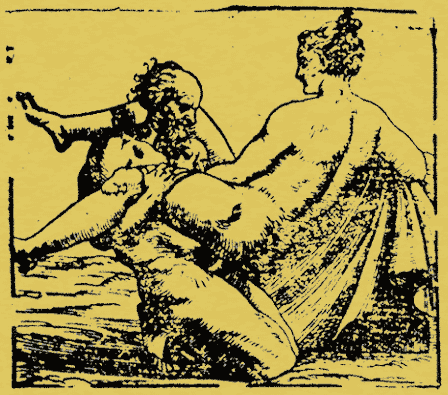
Houtsnede kopie van Raimondi’s gravure van Romano's tekening uit 1527.

I Modi – Italiaans voor: “De manieren” of “De standjes” – ook bekend als “De Zestien Genoegens” of onder de Latijnse titel “De omnibus Veneris Schematibus”, is een erotisch boek uit de Italiaanse renaissance waarin een serie seksuele posities expliciet op gravures zijn afgebeeld. Terwijl de oorspronkelijke uitgave schijnbaar volledig door de katholieke kerk werd vernietigd, zijn er toch fragmenten die dit hebben overleefd voor een latere uitgave. De hierop volgende uitgave werd begeleid door sonnetten van Pietro Aretino, die de seksuele daden op de afbeeldingen beschreef. De oorspronkelijke bewaarde illustraties zijn vermoedelijk door Agostino Carracci gemaakt.

## De oorspronkelijke uitgave
De oorspronkelijke uitgave was van de graveur Marcantonio Raimondi, gebaseerd op een serie van zestien afbeeldingen van seksuele standjes op de erotische schilderijen die Giulio Romano in opdracht van Federico II Gonzaga voor diens nieuwe Palazzo del Te in Mantua gemaakt had.
De gravures werden door Raimondi in 1524 gepubliceerd en leidden tot zijn gevangenschap op last van Paus Clemens VII, die wilde dat alle kopieën van de illustraties zouden worden vernietigd.
Romano was zich niet bewust van het bestaan van de gravures totdat de dichter Pietro Aretino speciaal daarvoor bij hem kwam kijken naar deze originele schilderijen, waar Romano overigens nog steeds aan werkte.
Romano werd niet vervolgd omdat zijn werken, in tegenstelling tot die van Raimondi, niet voor de verkoop waren bedoeld. Aretino stelde toen zestien openhartige sonnetten samen om de gravures te begeleiden en kon op die manier de vrijlating van Raimondi uit de gevangenis garanderen. Een deel uit een van die sonnetten luidt: ...beide, in uw poesje en van achteren, mijn haan zal me gelukkig maken en u gelukkig en zalig.
I Modi werd zo voor de tweede keer uitgegeven in 1527, nu met de gedichten. Zodoende zijn hier voor het eerst erotische afbeeldingen met tekst als één geheel samengebracht. Desondanks probeerde het pausdom alle kopieën te achterhalen.
Raimondi ontsnapte zo dus wel aan de gevangenis, maar de druk op beide uitgaven was veelomvattend. 
Geen van de oorspronkelijke edities - met uitzondering van enkele fragmenten die nu in het British Museum liggen, en twee kopieën van de eerste druk - hebben het overleefd. Een van die kopieën is vermoedelijk een geplagieerde versie met ruwe illustraties in houtsnede en ingekorte teksten, dat in 1550 in Venetië gedrukt werd. Dit exemplaar werd in 1920 werd ontdekt. Het omvatte vijftien van de zestien “houdingen”. De afbeeldingen in deze uitgave lijken het tegendeel te zijn van de fragmenten uit het  British Museum.
Het blijkt heel duidelijk dat zij niet van de oorspronkelijke schilderijen zijn gekopieerd, aangezien graveurs en houtsnijders van de periode gewoonlijk geen herdrukken van hun beelden maakten terwijl hun kwaliteit zo is dat betwijfeld wordt of die kunstenaar ze zelf gemaakt zou kunnen hebben.
Ondanks het ogenschijnlijke verlies van de originelen van Raimondi, lijkt het erop dat ten minste één verzameld werk overleefde. Al zijn zowel de houtsneden uit 1550 als wel de zogenaamde Carracci suite afdrukken (zie hieronder) in overeenstemming met de compositie en stijl met de fragmenten die hebben overleefd. 
In de 17de eeuw waren de vrienden van All Souls College, Oxford, bezig met een clandestiene uitgave aan de Universiteitspers van de Aretine houdingen, ofwel Aretino’s De omnibus Veneris schematibus met de “onfatsoenlijke” gravures van Giulio Romano. De leiding aldaar confisqueerde echter de koperplaten en dreigde de betrokkenen met uitwijzing. De tekst van de sonnetten van Aretino overleefde het.
In de 19e eeuw publiceerde Jean-Frédéric Waldeck een nieuwe uitgave van het werk. Deze zou gebaseerd worden op een stel doordrukken die hij maakte van I Modi, afdrukken welke hij naar eigen zeggen had gevonden in een klooster nabij Palenque in Mexico. Maar waarschijnlijker is het een rechtstreekse kopie van Carracci's uitgave, in combinatie met de fragmenten uit het British Museum. Aangezien niets erop duidt dat het klooster in Mexico bestaan heeft, is het onwaarschijnlijk dat juist dit materiaal in de bibliotheek ervan bewaard zou zijn.

## Latere uitgaven
Een nieuwere serie grafische expliciete gravures van seksuele houdingen werd door Camillo Procaccini of waarschijnlijker door Agostino Carracci voor een latere herdruk van Aretino’s gedichten geproduceerd.
Hun bijdrage was - ondanks de artistieke werking in een post-Tridentien tijdperk - beperkt tot religieuze kunst in een seculiere omgeving die openbare kunst aanmoedigde. 
Zij zijn het best bekend van de uitgave uit 1798. Deze is gedrukt in Parijs als "L`Aretin d`Augustin Carrache ou Receuil de Postures Erotiques, d`apres les Gravures a l`eau-forte par cet Artiste celebre” ("De “Aretino's” van Agostino Carracci. Een overzicht van erotische houdingen naar gravures van de bekende kunstenaar Carracci".) Deze bekende kunstenaar zou Jacques Joseph Coiny zijn, die van 1761 tot 1809 leefde.
Agostino’s broer Annibale Carracci vervolledigde de uitvoerige fresco The Loves of the Gods voor de Palazzo Farnese in Rome. Deze afbeeldingen van de Metamorfoses van Ovid omvat naakten, maar in tegenstelling tot de seksuele gravures van zijn broer, zijn deze niet expliciet. In plaats daarvan vertelt het indirect de seksuele daad.

## Klassieke schijn
Verschillende zienswijzen werden ingezet om deze gravures met een klassiek geleerde achtbaarheid te omhullen.
De afbeeldingen beeldden bekende minnende koppels uit zoals Marcus Antonius en Cleopatra of het 
man-en-vrouw godenkoppel Jupiter en Juno uit de klassieke geschiedenis en mythologie, bezig zijnde met hun seksuele activiteit. Waarmee werd uitgedrukt dat het op deze wijze hoorde.

## Verschillen met klassieke kunst

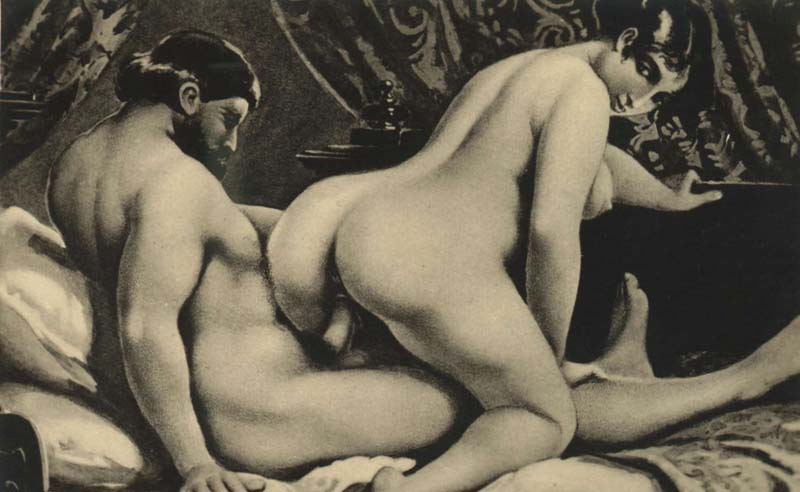
Een afbeelding uit Les Sonnets Luxurieux van Édouard-Henri Avril.

Het werk wijkt op verschillende punten af zoals voorgesteld in de klassieke literatuur, erotiek, mythologie en kunst. Het kan daardoor onjuiste informatie weergegeven. Hierdoor zou het meer als een moderne uiteenzetting gezien kunnen worden.
De mannen die hier seks bedrijven hebben grote penissen. Dit is een interpretatie van de kunstenaar. De geïdealiseerde penis in de klassieke kunst was klein. Grote penissen werden als komisch beschouwd. Priapus valt hier buiten de beschouwing.
Bij Polyenus en Chryseïs paart de fictieve Polyenus met het mythologische karakter Chryseïs.
De historische figuren Alcibiades en Glycera paren met elkaar terwijl zij uit verschillende perioden stammen. Namelijk de 5e respectievelijk de 4e eeuw BCE.
In de klassieke mythologie bestaan geen vrouwelijke satyrs. Toch komen deze tweemaal voor in zowel Sater en zijn vrouw als De Cult van Priapus.
Alle vrouwen en godinnen hebben geen schaamhaar. Het meest duidelijk is dit bij Venus Genetrix. Ook wordt de vagina uitdrukkelijk getoond.
Meubilair en hulpmiddelen,
- Kussens en krukken worden gebruikt om de personen in de juiste positie te brengen.
- Seksspeeltjes zoals de roede.
- Bedden uit de 16e eeuw, sierlijke gordijnen, houtsnijwerken, kussens met franje en dergelijke.

Onderstaande tabel toont de her-creaties naar de originelen uit eind 18e eeuw. De afbeeldingen hebben latere erotische kunst beïnvloed, zoals die van Édouard-Henri Avril.
| Afbeelding | Nummer | Titel                                                                         | Seksuele houding                                                                                           |
| ---------- | ------ | ----------------------------------------------------------------------------- | --- |
|            | 1      | Venus Genetrix                                                                | - |
|            | 2      | Paris en Oinone.                                                              | Zij aan zij, man bovenop.                                                                                  |
|            | 3      | Angelique en Medor. Dit zijn karakters uit een opera van Jean-Baptiste Lully. | Rijden. |
|            | 4      | De satyr en de nimf.                                                          | Missionarishouding. De man staat en de vrouw ligt.                                                         |
|            | 5      | Julia de Oudere met een atleet.                                               | Rijden. De vrouw staat en leidt de penis.                                                                  |
|            | 6      | Hercules en Deianeira.                                                        | Staande missionarishouding.                                                                                |
|            | 7      | Mars en Venus                                                                 | Missionarishouding met de vrouw bovenop.                                                                   |
|            | 8      | De cultus van Priapus met Pan of een satyr met een vrouwelijke satyr.         | Missionarishouding, de vrouw zit.                                                                          |
|            | 9      | Marcus Antonius en Cleopatra.                                                 | Lepeltje-lepeltje houding met de man vanaf de rechterzijde of naast elkaar. De vrouw leidt de penis.       |
|            | 10     | Bacchus en Ariadne.                                                           | Hondjeshouding. De vrouw rust niet zoals gewoonlijk op haar knieën, maar worden door de man hoog gehouden. |
|            | 11     | Polyenus (Fictieve figuur) en Chryseïs                                        | Missionarishouding. De vrouw ligt, de man staat.                                                           |
|            | 12     | Een satyr met zijn vrouw.                                                     | Missionarishouding. De vrouw zit en de man staat.                                                          |
|            | 13     | Jupiter en Juno                                                               | Staande houding waarbij de vrouw hoog gehouden wordt.                                                      |
|            | 14     | Messalina in het kraampje als 'Lysisca' met een prostitué.                    | Missionarishouding. De vrouw ligt de man staat.                                                            |
|            | 15     | Achilles en Briseïs                                                           | Staande houding waarbij de man de vrouw hoog houdt.                                                        |
|            | 16     | Ovidius met zijn denkbeeldige Corinna.                                        | Missionarishouding. De vrouw ligt onder en leidt de penis.                                                 |
|            | 17     | Aeneas and Dido in gezelschap van Cupido.                                     | De man vingert de vrouw.                                                                                   |
|            | 18     | Alcibiades en Glycera (een maîtresse van Harpalus.)                           | Missionarishouding. De man staat en de vrouw ligt met haar benen omhoog.                                   |
|            | 19     | Pandora en Epimetheus                                                         | Zij aan zij.                                                                                               |